# Villasanta
Villasanta is een gemeente in de Italiaanse provincie Monza e Brianza (regio Lombardije) en telt 13.210 inwoners (31-12-2004). De oppervlakte bedraagt 4,9 km², de bevolkingsdichtheid is 3238 inwoners per km².
De volgende frazioni maken deel uit van de gemeente: San Fiorano e Sant'Alessandro.

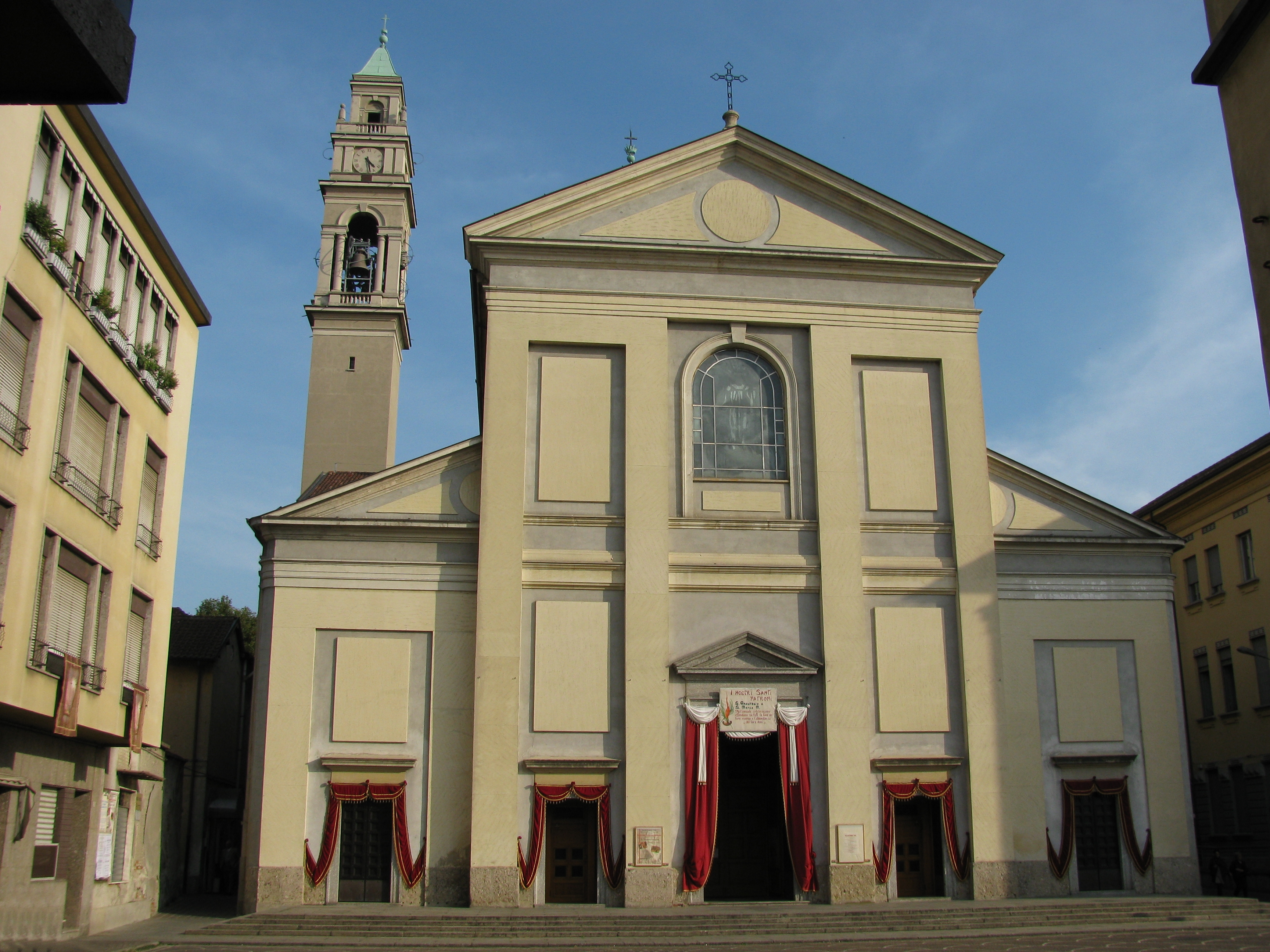
Kerk Santa Anastasia
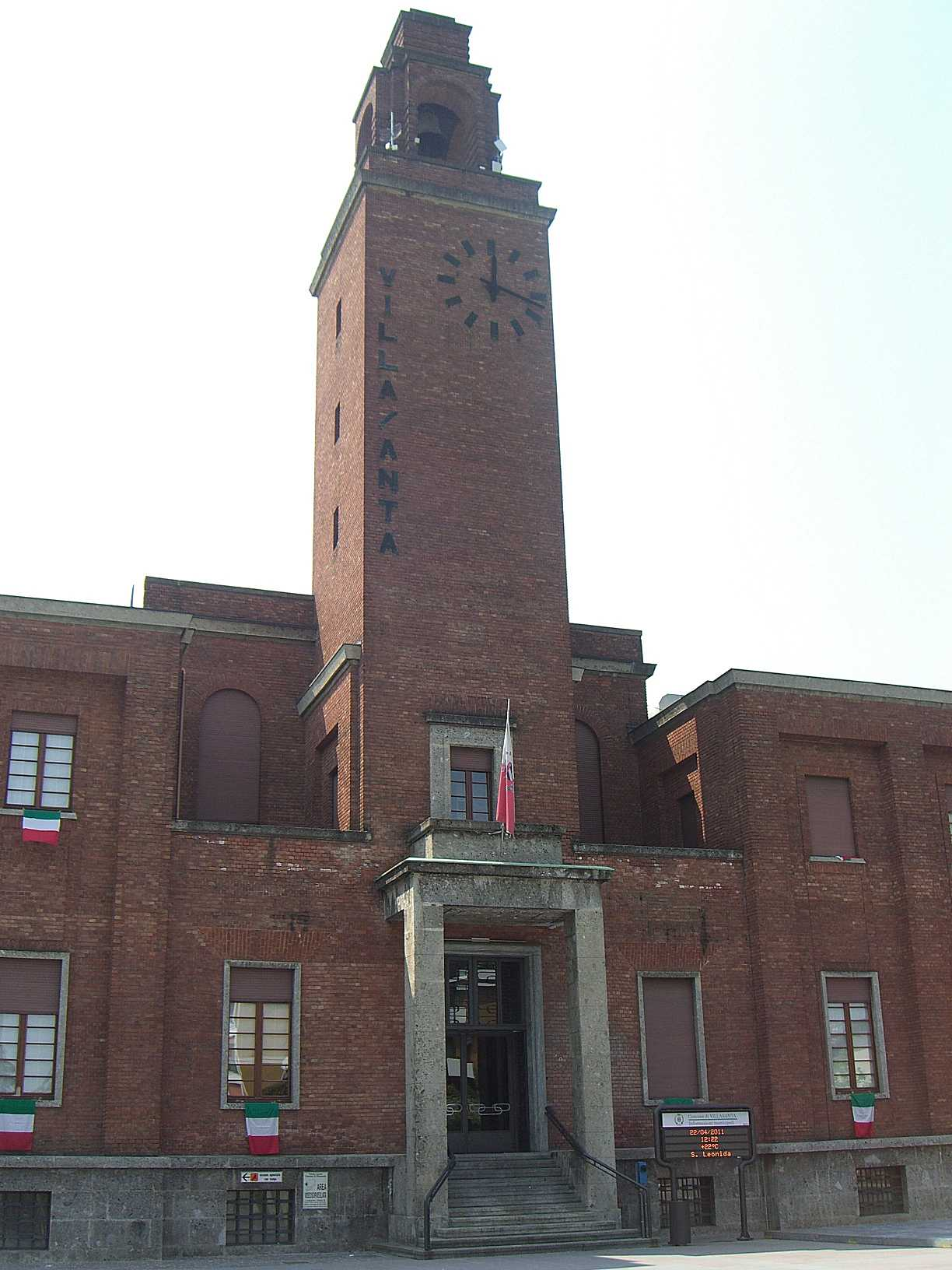
Gemeentehuis

## Demografie
Villasanta telt ongeveer 5254 huishoudens. Het aantal inwoners steeg in de periode 1991-2001 met 12,7% volgens cijfers uit de tienjaarlijkse volkstellingen van ISTAT.
| Jaar | Inwoneraantal |
| ---- | ------------- |
| 1991 | 11.494        |
| 2001 | 12.951        |

## Geografie
De gemeente ligt op ongeveer 173 m boven zeeniveau.
Villasanta grenst aan de volgende gemeenten: Arcore, Biassono, Monza, Concorezzo.